# 오마치역 (히로시마현)
오마치역(일본어: 大町駅, おおまちえき 오오마치에키[*])은 일본 히로시마현 히로시마시 아사미나미구에 위치한 서일본 여객철도 · 히로시마 고속 교통의 철도역이다. 서일본 여객철도의 가베 선과 히로시마 고속 교통의 히로시마 신교통 1호선 등 2개의 노선이 운행 중이다.

## 역 구조

### JR 서일본
JR 서일본의 오마치 역은, 단선 승강장 1면 1선의 구조를 갖춘 지상역이며, 서일본 여객철도가 직영하는 관리역이기도 하다. JR 서일본의 특정도구시내 제도에 걸친 '히로시마 시내'의 역이다.

### 히로시마 고속 교통
히로시마 고속 교통의 오마치 역은 섬식 승강장 1면 2선의 구조를 갖춘 고가역이다.
| 1 | ■ 하행 | 야스히가시 · 조라쿠지 · 도모 · 오즈카 · 고이키코엔마에 방면 |
| 2 | ■ 상행 | 나카스지 · 우시타 · 신하쿠시마 · 겐초마에 · 혼도리 방면     |

## 이용 현황

### JR 서일본
| 연도     | 1일 평균 | 연도     | 1일 평균 | 연도     | 1일 평균 |
| 1994년도 | 4,168    | 2001년도 | 5,492    | 2008년도 | 5,587    |
| 1995년도 | 4,871    | 2002년도 | 5,179    | 2009년도 | 5,586    |
| 1996년도 | 5,291    | 2003년도 | 5,096    | 2010년도 | 5,632    |
| 1997년도 | 5,341    | 2004년도 | 5,205    | 2011년도 | 5,590    |
| 1998년도 | 5,383    | 2005년도 | 5,205    | 2012년도 | 5,616    |
| 1999년도 | 5,574    | 2006년도 | 5,162    |          |          |
| 2000년도 | 5,613    | 2007년도 | 5,426    |          |          |
| -------- | -------- | -------- | -------- | -------- | -------- |

### 히로시마 고속 교통
| 연도     | 1일 평균 승차 | 매년 승차 | 매년 하차 |
| 1995년도 | 4,800.5       | 1,757,000 | 1,716,000 |
| 1996년도 | 5,002.7       | 1,826,000 | 1,827,000 |
| 1997년도 | 5,068.5       | 1,850,000 | 1,845,000 |
| 1998년도 | 5,079.5       | 1,854,000 | 1,854,000 |
| 1999년도 | 5,128.4       | 1,877,000 | 1,883,000 |
| 2000년도 | 5,260.3       | 1,920,000 | 1,920,000 |
| 2001년도 | 5,249.3       | 1,916,000 | 1,910,000 |
| 2002년도 | 4,958.9       | 1,810,000 | 1,756,000 |
| 2003년도 | 4,907.1       | 1,796,000 | 1,728,000 |
| 2004년도 | 4,989.0       | 1,821,000 | 1,767,704 |
| 2005년도 | 5,087.7       | 1,857,000 | 1,795,000 |
| 2006년도 | 5,093.2       | 1,859,000 | 1,792,000 |
| 2007년도 | 5,281.4       | 1,933,000 | 1,870,000 |
| 2008년도 | 5,364.4       | 1,958,000 | 1,895,000 |
| 2009년도 | 5,331.5       | 1,946,000 | 1,901,000 |
| 2010년도 | 5,339.7       | 1,949,000 | 1,899,000 |
| 2011년도 | 5,426.2       | 1,986,000 | 1,938,000 |
| 2012년도 | 5,534.2       | 2,020,000 | 1,961,000 |
| -------- | ------------- | --------- | --------- |

## 역 주변
- 오마치 버스 터미널

## 인접 역
| 서일본 여객철도 가베 선                  | 서일본 여객철도 가베 선 | 서일본 여객철도 가베 선        |
| ---------------------------------------- | ----------------------- | ------------------------------ |
| 후루이치바시 요코가와 방면               | ■ 가베 선               | 미도리이 가베 방면             |
| 히로시마 고속 교통 히로시마 신교통 1호선 |                         |                                |
| 후루이치 혼도리 방면                     | ■ 아스트램 라인         | 비샤몬다이 고이키코엔마에 방면 |